# Palazzo Ruffo di Castelcicala
Le Palazzo Ruffo di Castelcicala (également appelé Palazzo De Gregorio di Sant'Elia  ) est un palais situé à Naples et situé sur la Via Foria. 
Il a été construit en 1690 par la noble famille Ruffo de la branche Castelcicala. Plus tard, il devint la propriété des princes De Gregorio de Sant'Elia. 
C'était la maison du professeur Gennaro Bellavista, le personnage joué par Luciano De Crescenzo dans ses deux films Ainsi parlait Bellavista et Le mystère de Bellavista. 

## Description
Il a une façade néoclassique avec deux portails.  
À l’intérieur, il y a deux cours, avec le blason Ruffo de la branche Castelcicala, surmonté d’un demi-cheval rampant, qui contient la devise de la famille: nunquam retrorsum (ne jamais reculer). 
La deuxième cour (décor des films de Bellavista) présente sur la partie principale un double escalier ouvert avec trois grandes fenêtres disposées à chacun des trois étages. En revanche, la première cour a une fenêtre carrée plus grande à chaque étage. Sur la droite de la deuxième cour se trouve un ancien puits en pépérin.